# 13 Pułk Piechoty Liniowej
13 Pułk Piechoty Liniowej – polski pułk piechoty okresu powstania listopadowego

## Formowanie i zmiany organizacyjne
Po abdykacji Napoleona, car Aleksander I wyraził zgodę na odesłanie oddziałów polskich do kraju. Miały one stanowić bazę do tworzenia Wojska Polskiego pod dowództwem wielkiego księcia Konstantego. 13 czerwca 1814 pułkowi wyznaczono miejsce koncentracji w Poznaniu.  Pułk nie został jednak odtworzony, bowiem etat armii Królestwa Polskiego przewidywał tylko 12 pułków piechoty. Nowe pułki piechoty sformowano dopiero po wybuchu powstania listopadowego. Rozkaz dyktatora gen. Józefa Chłopickiego z 10 stycznia 1831 nakładał obowiązek ich organizowania na władze wojewódzkie. 13 pułk piechoty tworzony był w województwie kaliskim pierwotnie pod nazwą: 1 Pułk Województwa Kaliskiego.
Wg etatu pułk miał liczyć 2695 ludzi, rekrutowanych (podobnie jak 14 ppl) z Gwardii Ruchomej Województwa Kaliskiego. Zgodnie z raportem Regimentarza Lewego Brzegu Wisły z 9 stycznia 1831 Gwardia Ruchoma w tym województwie liczyła 9717 rekrutów. Pod koniec stycznia pułk liczył 2018 żołnierzy. W wykazach Komisji Wojskowej Rządu Stan obecnych do boju pojawia się 26 kwietnia 1831 w liczbie 1316 żołnierzy (2 bataliony) w odrębnej komendzie, stojącej w Piasecznie w osłonie Warszawy. Ponadto kompania grenadierska w liczbie 141 żołnierzy wykazana była w korpusie Umińskiego. 8 maja pozostawał (1316 ludzi) w garnizonie Warszawy. 5 czerwca dwa bataliony (1221 żołnierzy) wykazano w składzie 6 DP Bielskiego, a trzeci batalion (695 ludzi) w garnizonie warszawskim. 6 lipca dwa bataliony (1094 ludzi) wchodziły w skład 4 DP Milberga, a trzeci batalion (703 ludzi) w skład garnizonu warszawskiego. Podobnie było 22 sierpnia, tylko liczebność pułku stopniała do 957 ludzi w 4 DP i 660 w Warszawie; ponadto odrębna kompania w sile 112 osób stacjonowała na Pradze. 9 października, przed przekroczeniem granicy pruskiej, w składzie pułku pozostawało jedynie 360 żołnierzy.

## Żołnierze pułku
Pułkiem dowodzili:
- ppłk Kazimierz Paszkowicz
- ppłk Witold Czajkowski (5 września 1831),

## Walki pułku
Pułk brał udział w walkach w czasie powstania listopadowego.
Bitwy i potyczki:
- Nad Liwcem (10 kwietnia)
- Łysobyki (19 czerwca)
- Warszawa (6 i 7 września).

W 1831 roku, w czasie wojny z Rosją, żołnierze pułku otrzymali 2 kawalerskie, 19 złotych i 27 srebrnych krzyży Orderu Virtuti Militari.

## Uzbrojenie
Uzbrojenie podstawowe piechurów stanowiły kosy i piki oraz karabiny skałkowe, a także niekiedy tasaki, czyli pałasze piechoty. Z magazynów Komisji Rządowej Wojny nowe pułki piechoty otrzymywały początkowo przeciętnie 430 karabinów. Zapewne były to karabiny francuskie wz. 1777 (kaliber 17,5 mm), być może rosyjskie z fabryk tulskich wz. 1811 (kaliber 17,78 mm), z bagnetami. W późniejszym okresie uzbrojenie poprawiało się, dzięki broni zdobycznej i dostawom karabinów własnej produkcji.  Wyposażenie żołnierzy, uzbrojonych w karabiny, uzupełniała ładownica na 40 naboi (czasem zastępowana torbą płócienną) oraz pochwa na bagnet.

## Umundurowanie
Umundurowanie początkowo było niejednolite i powinno składać się, zgodnie ze wspomnianym rozkazem, z:
- wołoszki lub sukmany, najlepiej sukiennej, podszytej płótnem, w kolorze zgodnym ze strojem włościańskim w danym województwie, z kołnierzem w kolorze województwa;
- kaftana lub kożuszka z rękawami, zakrywającego podbrzusze;
- spodni sukiennych, płótnem podszytych, szarych lub w kolorze wołoszki;
- ciżem (trzewików) lub butów krótkich (z krótkimi cholewami);
- furażerki z zausznicami, z lampasem (otokiem) w kolorze województwa;
- dwóch halsztuchów (co można tłumaczyć na "szalik" lub "krawat") czarnych;
- trzech koszul;
- pary rękawiczek bez palców;
- dwóch par gatek (kalesonów) płóciennych.

W późniejszym okresie, po przejściu na etat Komisji Rządowej Wojny, umundurowanie zostało ujednolicone i składało się z szarej wołoszki z zielonymi(jasnozielonymi) wyłogami rękawów, naramiennikami i kołnierzem, szarych spodni oraz szarej furażerki z zielonym otokiem. Pasy białe, trzewiki czarne. Lejbiki granatowe z zielonymi wyłogami rękawów i kołnierzem.
Wyłogi niebieskie.